# Javaneraffe
Der Javaneraffe, Langschwanzmakak oder Krabbenesser (Macaca fascicularis) ist eine Primatenart aus der Gattung der Makaken innerhalb der Familie der Meerkatzenverwandten. Die in Südostasien verbreitete Art gilt als stark gefährdet.

## Merkmale
Charakteristisches Merkmal der Javaneraffen ist der lange Schwanz, der mit einer Länge von 36 bis 71,5 Zentimetern bei den Männchen bzw. 31,5 bis 63 Zentimetern bei den Weibchen meist länger als das übrige Tier ist. Die Kopfrumpflänge der Männchen beträgt 37 bis 63 Zentimeter, die der Weibchen liegt bei 31,5 bis 54,5 Zentimeter. Männchen sind mit 3,4 bis 12 Kilogramm deutlich schwerer als Weibchen, die 2,5 bis 5,4 Kilogramm erreichen. Daneben haben Männchen auch deutlich größere Eckzähne. Das Fell ist grau, graubraun oder rötlichbraun und an der Unterseite heller, das nackte Gesicht ist bräunlich oder grau gefärbt. An der Oberseite des Kopfes kann sich ein dunkel gefärbter Haarschopf befinden, beide Geschlechter können Backenbärte oder weiße Zeichnung an den Augenlidern haben. Das Rückenfell der Neugeborenen ist dunkelbraun oder schwarz, ihr haarloses Gesicht pigmentlos oder rosig.

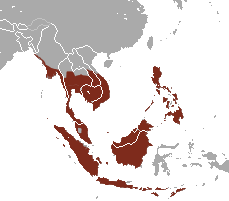
Verbreitungskarte des Javaneraffen

## Verbreitung
Javaneraffen leben in Südostasien, ihr Verbreitungsgebiet erstreckt sich von Myanmar und Thailand über Malaysia bis nach Indonesien (Sumatra, Java, Borneo, Lombok, Sumbawa, Flores, Timor), Osttimor und auf die Philippinen. Sie sind damit mit Ausnahme des Menschen die am weitesten südöstlich verbreitete Primatenart. Auf Mauritius, Neuguinea, Neubritannien, Hongkong und Taiwan, Angaur (Palau) und einige andere pazifische Inseln wurden sie vom Menschen eingeführt, in der Global Invasive Species Database werden sie zu den hundert schädlichsten invasiven Neobiota weltweit gezählt.

## Unterarten und Systematik
Aufgrund der vielen Inseln im Verbreitungsgebiet haben sich zahlreiche Lokalformen entwickelt, die als Unterarten beschrieben wurden.

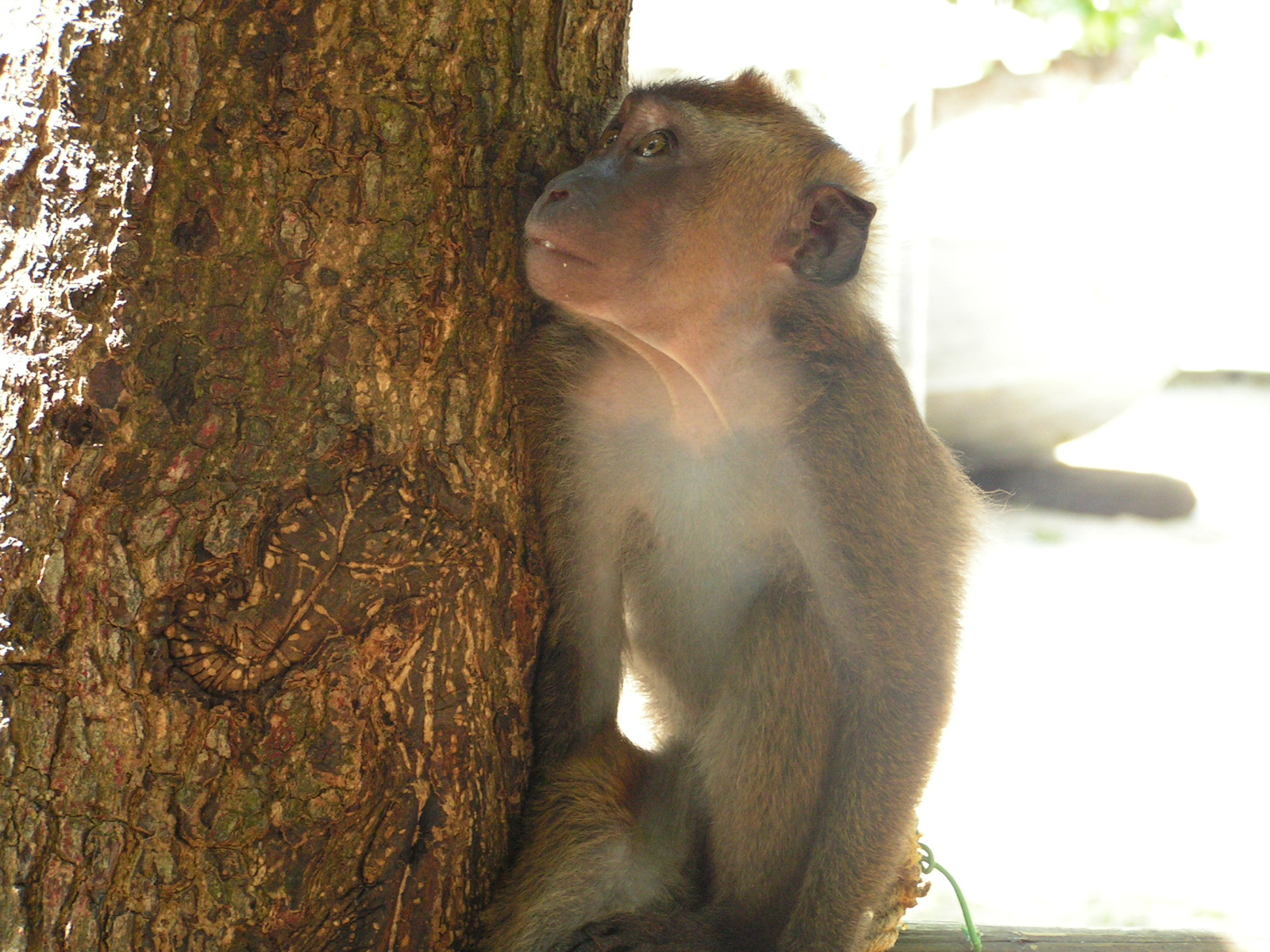
M. f. philippinensis von den Philippinen ist ockerfarben

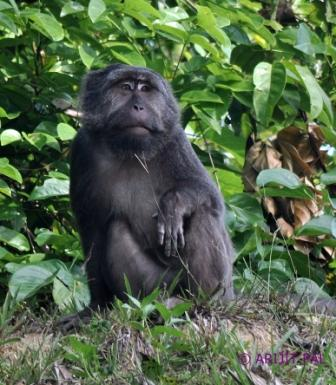
M. f. umbrosus, die grau gefärbte Unterart von den Nikobaren

- Macaca f. fascicularis, von Südlaos, Südvietnam und Kambodscha über den Osten und Süden Thailands, die Malaiische Halbinsel bis nach Sumatra, Borneo, Java, Bali, den Sulu-Archipel und die Halbinsel Zamboanga (Mindanao).
- Macaca f. atriceps, Insel Ko Kham vor der Südostküste Thailands.
- Macaca f. aurea, von der Halbinsel Teknaaf im Süden des Distrikts Cox’s Bazar (Bangladesch) über den Süden von Myanmar bis zum nördlichen,  westlich des Tenasserim-Gebirges gelegenen Teil der Malaiischen Halbinsel (inkl. Mergui-Archipel).
- Macaca f. condorensis, Inseln Côn Lôn und Hòn Côn Lôn Nhỏ im Côn-Đảo-Archipel im Südchinesischen Meer vor der Küste Südvietnams.
- Macaca f. fuscus, Insel Simeuluë vor der Westküste von Sumatra.
- Macaca f. karimondjawae, Karimunjawa-Inseln in der Javasee.
- Macaca f. lasiae, Insel Lasia nördlich der Insel Nias vor Sumatra.
- Macaca f. philippinensis, nördliche und mittlere Philippinen.
- Macaca f. tua, Insel Maratua östlich von Borneo.
- Macaca f. umbrosus, auf den Nikobareninseln Groß Nikobar, Klein Nikobar und Katchal.

DNA-Vergleiche zeigen, dass die Javaneraffen aus drei Kladen bestehen, eine Klade die mit der Unterart Macaca f. aurea gleichzusetzen ist, eine Indochinesische Klade, die die Populationen des südostasiatischen Festlandes östlich von Myanmar, sowie die Populationen der Malaiischen Halbinsel  und des nördlichen Sumatras umfasst und eine Sunda-Klade die die Populationen des Malaiischen Archipels mit Ausnahme des nördlichen Sumatras umfasst. Alle Populationen der Indochinesische Klade und die meisten der Sunda-Klade werden der Unterart Macaca f. fascicularis zugerechnet. Beide Kladen haben sich jedoch schon vor etwa 1 bis 1,8 Millionen Jahren voneinander getrennt.
Die Erstbeschreibung des Javaneraffen stammt vom britischen Forscher und Staatsmann Thomas Stamford Raffles. Terra typica ist Bengkulu auf Sumatra. Vom äußersten Südosten von Bangladesch über Thailand, Laos bis in das mittlere Vietnam grenzt die Nordgrenze des Verbreitungsgebietes des Javaneraffen über eine Länge von etwa 2000 km an das Verbreitungsgebiet des Rhesusaffen (Macaca mulatta). Die Tiere hybridisieren an der Kontaktzone miteinander, was man z. B. an Exemplaren mit einer mittleren Schwanzlänge sehen kann. Y-Chromosomen des Rhesusaffen fand man noch 400 km südlich der Kontaktzone.

## Lebensraum
Lebensraum dieser Tiere sind Wälder, sie kommen in verschiedenen Waldtypen vor, so findet man sie beispielsweise in Regenwäldern, Mangrovenwäldern, Sumpfgebieten und Bambuswäldern. Sie bevölkern auch Plantagen, Gärten, Tempelbezirke und scheuen die Anwesenheit der Menschen nicht. Einzige Voraussetzung ist die Nähe von Wasser.
In der freien Natur zählten Javaneraffen aufgrund ihrer Anpassungsfähigkeit und ihres großen Verbreitungsgebietes zu den weniger bedrohten Makakenarten, wenngleich ihr Lebensraum durch Rodungen immer weiter eingeschränkt wurde. Insbesondere durch starke Bejagung nahm der Bestand jedoch von den 1980er Jahren bis 2006 um 40 Prozent ab. Die Art wird daher inzwischen als stark gefährdet eingestuft.

## Lebensweise
Javaneraffen sind wie alle Altweltaffen tagaktiv und halten sich vorwiegend auf Bäumen auf. Sie bewegen sich meist quadruped (auf allen vieren) fort, können aber auch Distanzen bis zu 5 Metern springend zurücklegen. Zur Nahrungssuche kommen sie auch auf den Boden.
Sie leben in Gruppen von 6 bis 60 Tieren zusammen, die aus mehreren Weibchen und Männchen bestehen. Die Weibchen bleiben zeitlebens in ihrer Geburtsgruppe und etablieren eine Rangordnung, die unter anderem bei der gegenseitigen Fellpflege und beim Zugang zu Nahrungsressourcen sichtbar wird. Auch die Männchen bauen eine Hierarchie auf, diese wird unter anderem durch teils heftige Kämpfe – unter anderem Bisse mit den Eckzähnen – ermittelt, wobei es oftmals zu Verletzungen kommt. Es sind territoriale Tiere, die ihr Revier gegenüber anderen Gruppen verteidigen. Dazu gehören lautes Geschrei, das Hüpfen auf den Ästen oder das Präsentieren der langen Eckzähne. Notfalls wird der andere Trupp auch mit Gewalt vertrieben.

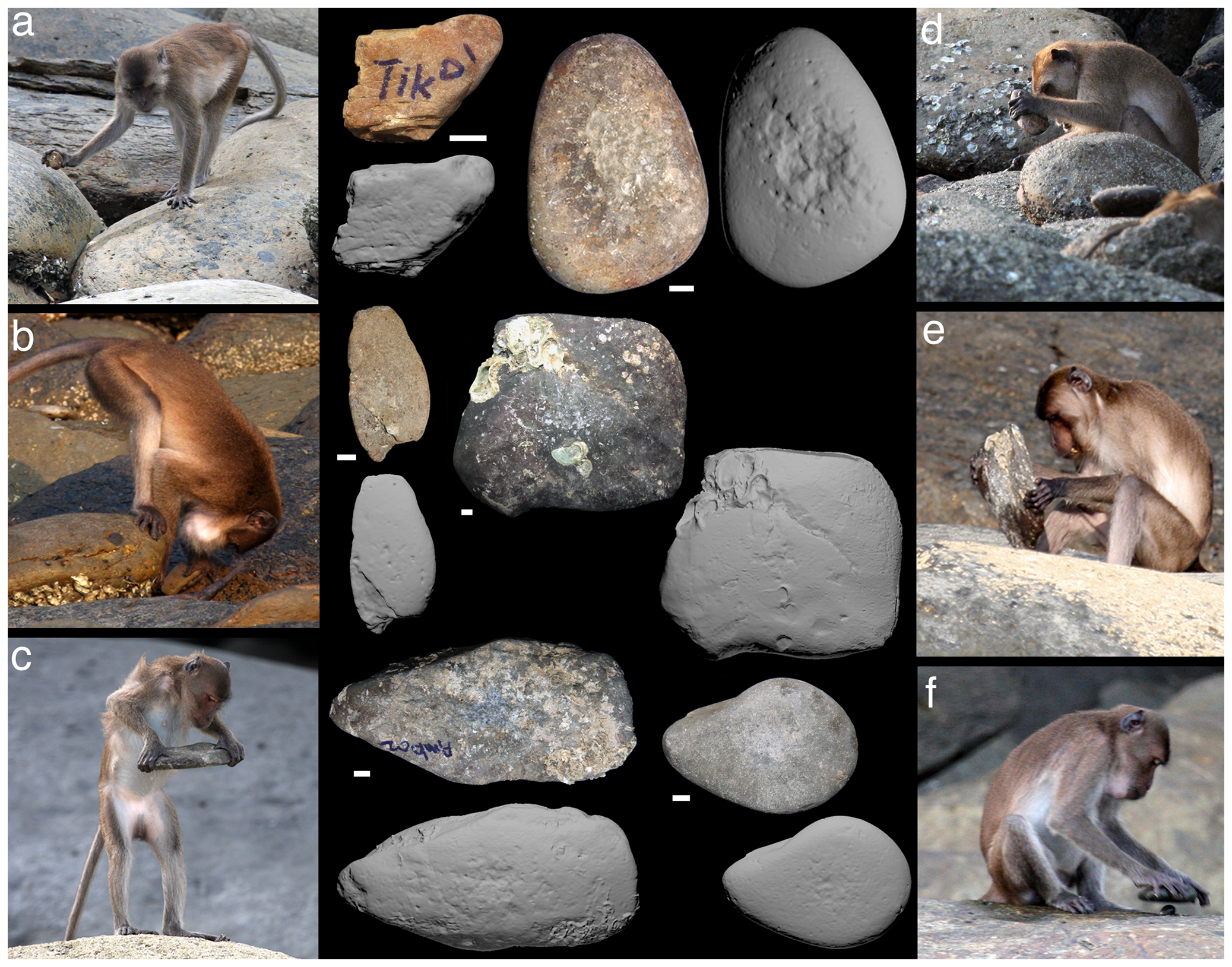
Rechts und links: Javaneraffen benutzen Steine um Nüsse oder hartschalige Tiere zu knacken. In der Mitte eine Auswahl verwendeter Steine.

## Nahrung
Javaneraffen sind Allesfresser, die sich vorrangig von Früchten ernähren. Wenn keine Früchte verfügbar sind, nehmen sie auch Blätter, Blüten, Gräser, Pilze, aber auch Tiere wie Insekten und andere Wirbellose und Vogeleier zu sich. Tiere, die am Meer leben, fressen auch Krebstiere, Schnecken und Muscheln.
Die im äußersten Nordwesten des Verbreitungsgebietes vorkommende Unterart (Macaca fascicularis aurea) benutzt Steine um Nüsse, Muscheln, Schnecken und hartschalige Krebstiere zu öffnen und an das nahrhafte Innere zu kommen.

## Fortpflanzung
Die höhergestellten Männchen genießen Vorrechte bei der Paarung und pflanzen sich mit so vielen Weibchen wie möglich fort. Nach rund 180-tägiger Tragzeit bringt das Weibchen ein Jungtier zur Welt, wobei die meisten Geburten in die Regenzeit von Mai bis Juli fallen. Nur die Weibchen kümmern sich um den Nachwuchs, der im zweiten Lebenshalbjahr entwöhnt wird und mit 3 bis 4 Jahren (Weibchen) beziehungsweise 6 Jahren (Männchen) geschlechtsreif wird. Die Lebenserwartung dieser Tiere kann in menschlicher Obhut bis zu 40 Jahre betragen.

## Javaneraffen und Menschen

### Einsatz bei Tierversuchen

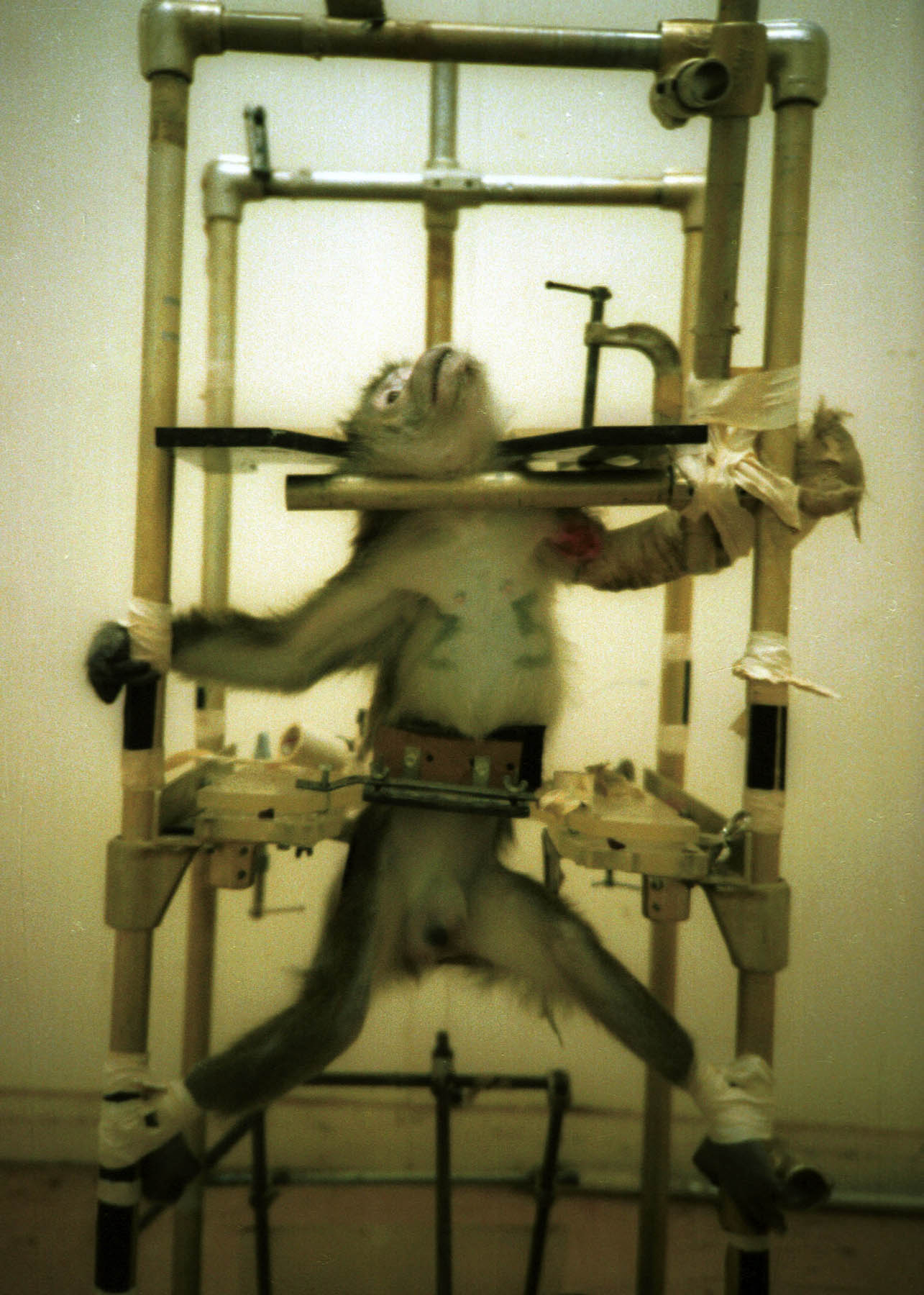
Javaneraffe in einer für die Experimente der Silver-Spring-Affen typischen Vorrichtung für Experimente im Gebiet neuronaler Plastizität (1981)

Javaneraffen werden weitverbreitet als Forschungs- und Labortiere eingesetzt. Diese Versuche beinhalten unter anderem Medikamententests, neurologische Untersuchungen, aber auch Untersuchungen über das Lernverhalten. Aufsehen erregte hierbei eine Versuchsreihe von Edward Taub im Jahre 1981, für die zur Untersuchung der neuronalen Plastizität Teile des Spinalganglions durchtrennt wurden, wodurch die Affen weder Arme noch Beine wahrnehmen konnten. Tierversuchsgegner hatten den Javaneraffen daraufhin zum „Versuchstier des Jahres 2004“ gekürt.
Im Zusammenhang mit Tierversuchen werden Javaneraffen auch als Cynomolgus-Affen oder Cynomolgus bezeichnet.

### Erste geklonte Affenart
Im Januar 2018 wurde bekannt, dass es chinesischen Wissenschaftlern am Institut für Neurowissenschaften der Chinesischen Akademie der Wissenschaften in Shanghai gelungen sei, zum ersten Mal Affen zu klonen. Sie verwandten dabei die gleiche Methode, die über zwanzig Jahre zuvor bei dem Schaf Dolly erprobt worden war, den somatischen Zellkerntransfer (SCNT), und übertrugen sie auf Javaneraffen. Bei dem Versuch waren 109 Embryos erzeugt worden, von denen 79 implantiert wurden. Dabei entstanden sechs Schwangerschaften, von denen zwei Javaneräffchen lebend geboren wurden. Sie überlebten jedenfalls die ersten vierzig Tage. Man gab ihnen die Namen Zhong Zhong und Hua Hua. Ziel des Versuchs sei es, die Erforschung von Krankheiten beim Menschen voranzutreiben, indem geklonte Javaneraffen als Modellorganismen in Tierversuchen eingesetzt werden, gegebenenfalls in Kombination mit der CRISPR/Cas-Methode. Gleichzeitig erregte das Experiment die Besorgnis, man sei auf dem Weg zum Klonen von Menschen.

### Javaneraffen auf Bali
Bei Uluwatu auf Bali haben sich Javaneraffen angewöhnt, Touristen zu bestehlen, da sie von diesen als Tauschgeschäft für die gestohlene Brille oder das gestohlene Smartphone Snacks erhalten.